# Kishori, Mudhol
Kishori là một làng thuộc tehsil Mudhol, huyện Bagalkot, bang Karnataka, Ấn Độ.